# George Irving

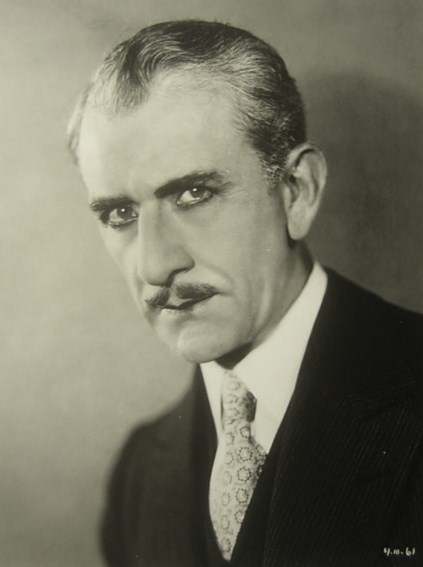
George Irving, 1928.

George Irving. född 5 oktober 1874 i New York, död 11 september 1961 i Hollywood, Kalifornien, var en amerikansk skådespelare och filmregissör. Från 1914 till 1924 regisserade han 35 stumfilmer. Irving var samtidigt skådespelare och medverkade under åren 1914-1948 i långt över 200 Hollywoodfilmer. Han hade ofta roller som auktoritetspersoner, till exempel domare, jurister, läkare eller höga befälhavare.

## Filmografi, urval
- 1927 – Vingarna  (ej krediterad)
- 1930 – I skuggan av lagen
- 1930 – Den oskrivna lagen
- 1931 – Inspiration (ej krediterad)
- 1933 – 42:a gatan (ej krediterad)
- 1933 – Själar till salu (ej krediterad)
- 1933 – Vi som gå affärsvägen (ej krediterad)
- 1934 – Alle man på däck
- 1934 – Flygets lilla fästmö
- 1934 – En Manhattan-melodram (ej krediterad)
- 1934 – Äkta man på vift (ej krediterad)
- 1935 – Tillbaka till livet
- 1935 – Under the Pampas Moon
- 1935 – Galakväll på operan (ej krediterad)
- 1936 – Kapten Januari
- 1938 – Ingen fara på taket
- 1939 – Andy Hardy lever högt
- 1939 – TVå ska man vara (ej krediterad)
- 1940 – Nattens vargar
- 1940 – Nymånen
- 1940 – Knute Rockne All American (ej krediterad)
- 1941 – Kärlekstokig (ej krediterad)
- 1941 – Sergeant York (ej krediterad)
- 1942 – Baronessan går under jorden (ej krediterad)
- 1943 – Skräckdagar i Prag
- 1944 – Bedragaren
- 1944 – Att älska så... (ej krediterad)
- 1947 – Handen på hjärtat